# Preußischer Adler (Schiff)
Die Preußischer Adler war ein Radaviso, der zunächst als Postschiff und später innerhalb der Preußischen und der Kaiserlichen Marine eingesetzt wurde. Das Schiff diente militärisch während der Schleswig Holsteinischen Erhebung, im Deutsch-Dänischen und im Deutsch-Französischen Krieg und wurde kurzzeitig als königliche Jacht eingesetzt. Der Aviso wurde 1877 aus der Liste der Kriegsschiffe gestrichen.

## Geschichte

### Entwicklung und ziviler Einsatz
Die Preußischer Adler wurde nach Plänen des Wirklichen Admiralitätsrats Elbertzhagen 1846 bei der englischen Werft Ditchburn & Marl in Blackburn als Postdampfschiff gebaut. Schon beim Bau war allerdings auch der militärische Einsatz vorgesehen. Daher war das Schiff so ausgelegt, dass es im Kriegsfall mit zwei 68-Pfünder-„Paixhans“ und vier 32-Pfünder-Geschützen bewaffnet werden konnte. Weitere Einbauten umfassten Pulverkammern, zusätzliche Panzerung und Unterbringungsmöglichkeiten für die 160 Mann starke Kriegsbesatzung.
Im zivilen Einsatz wurde die Preußischer Adler auf der Linie Stettin-Kronstadt eingesetzt, die das Schiff in 65–70 Stunden bewältigte. Mit seinen Maßen und der Verdrängung war die Preußischer Adler eines der größten Dampfschiffe Deutschlands und das erste Schiff dieser Größe, das auf der Oder bis Stettin verkehrte.

### Erster Marineeinsatz
1848 wurde das Schiff wegen der Schleswig Holsteinischen Erhebung, bei der Preußen als Mitglied des Deutschen Bundes die deutsche Bewegung in Schleswig und Holstein gegen Dänemark militärisch unterstützte, zur Preußischen Marine überstellt und behelfsmäßig mit zwei 25-Pfünder-Kanonen bewaffnet. Die Indienststellung erfolgte Anfang August. Nach dem im Vertrag von Malmö vereinbarten Waffenstillstand vom 26. August 1848 wurde das Schiff aber bereits im September wieder außer Dienst gestellt.
Da der Waffenstillstand nicht als dauerhaft angesehen wurde, verblieb das Schiff in der Marine und wurde mit zwei weiteren 32-Pfünder-Geschützen ausgestattet. Die Ausrüstungsarbeiten zogen sich bis Mai 1849 hin, danach wurde das Schiff erneut in Dienst gestellt. Kommandant der Preußischer Adler war der Leutnant 1. Klasse Barandon.

### Gefecht vor Brüsterort

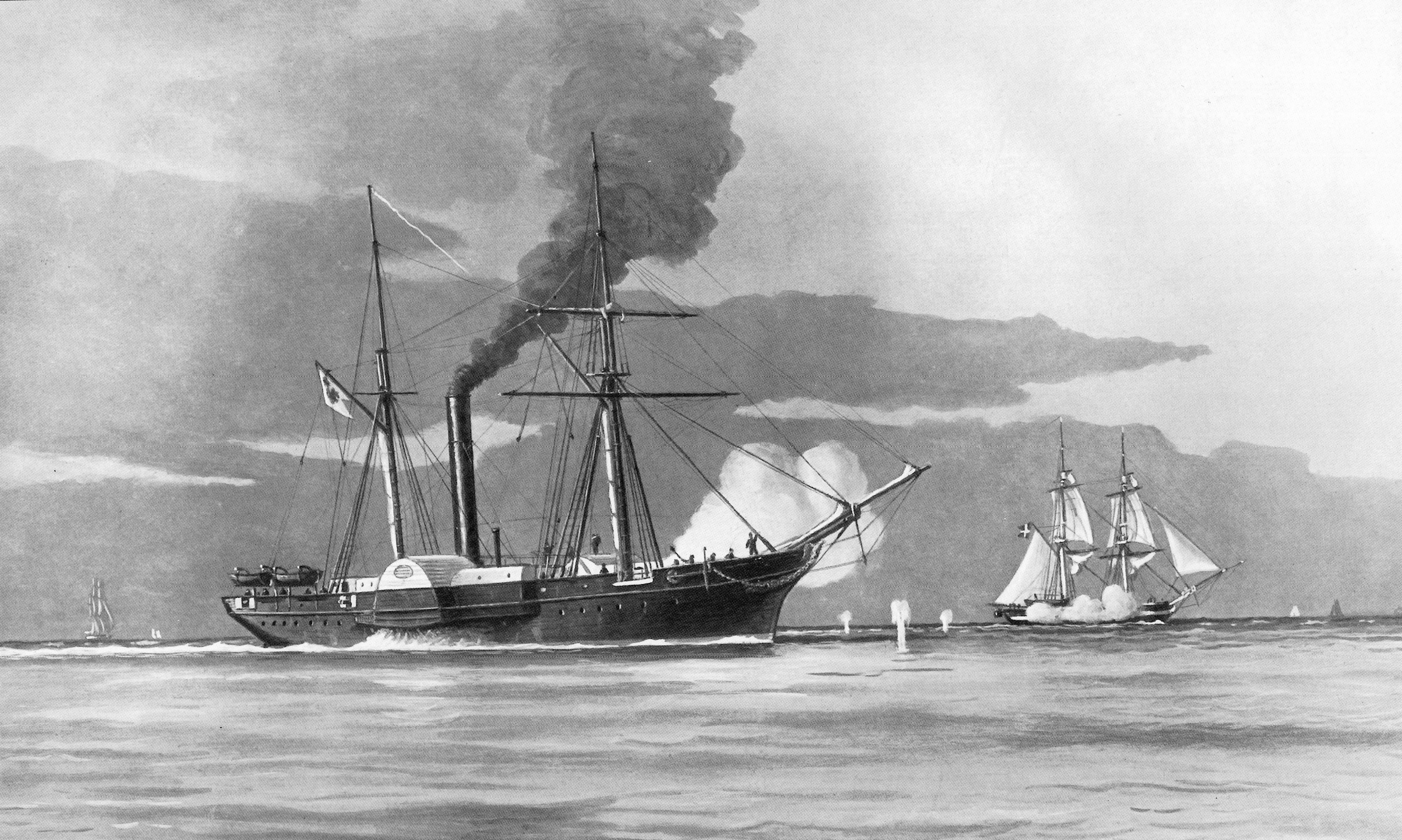
Preußischer Adler im Gefecht mit der dänischen Brigg St. Croix. Gemälde von Lüder Arenhold 1905.

In der Zwischenzeit hatte die dänische Marine erneut die deutschen Ostseehäfen blockiert und war mit der Brigg St Croix und der Korvette Galathea in der Danziger Bucht präsent.
Am 26. Juni führte die Preußischer Adler im Stettiner Haff Schießübungen durch, als Kommodore Jan Schröder an Bord kam und befahl, nach Swinemünde zu fahren, da dort ein dänisches Kriegsschiff gesichtet worden sei. Vor Swinemünde wurde allerdings kein Gegner vorgefunden und Schröder befahl daher, die Suche in Richtung Osten fortzusetzen. In der Nacht passierte das Schiff die hinterpommersche Küste und traf am 27. Juni morgens in der Danziger Bucht ein. Da auch hier kein Feind in Sicht kam, ließ Schröder weiter ostwärts fahren, bis vor Brüsterort (heute Majak bei Kaliningrad) in Ostpreußen die St. Croix angetroffen wurde. Durch die Windstille war Preußischer Adler mit der Dampfmaschine gegenüber dem reinen Segler trotz unterlegener Bewaffnung im Vorteil und eröffnete auf 1000 Meter Entfernung das Feuer, das das dänische Schiff sofort erwiderte. In dem mehrstündigen Artillerieduell konnte keine Seite einen entscheidenden Vorteil erringen und der dänische Kommandant nutze aufkommenden Wind, um in die Nähe der Position der Galathea zu gelangen. Als das Schiff in Sicht kam, brach Schröder das Gefecht aufgrund der nun erdrückenden Übermacht ab und zog sich Richtung Danzig zurück. Dieses Gefecht gilt damit als die Feuertaufe der nach dem Wiener Kongress langsam aufgebauten Preußischen Marine.
Ein dänischer Treffer in einem der Radkästen, der auch einen preußischen Seemann tödlich verwundete, sowie Rückstoßschäden der eigenen Kanonen machten eine Grundüberholung der Preußischer Adler notwendig. Nach dem Krieg wurde das Schiff bis zur Einstellung der Postlinie Stettin-Kronstadt 1862 weiter im Postdienst eingesetzt und dann endgültig von der Marine gekauft.

### Zweiter Marineeinsatz
Nach Umbauarbeiten an der Danziger Marinewerft wurde das Schiff am 18. August 1863 zunächst mit den Kanonenbooten Basilisk und Blitz ins östliche Mittelmeer und ins Schwarze Meer entsendet. Kommandant der Preußischer Adler war Korvettenkapitän Gustav Klatt, der auch gleichzeitig das kleine Geschwader befehligte.
Nach dem Ausbruch des Deutsch-Dänischen Krieges bekamen die Schiffe den Befehl zu Heimkehr und trafen in Den Helder auf das österreichische Geschwader und Admiral Wilhelm von Tegetthoff. Unter seiner Führung nahm die Preußischer Adler mit den preußischen Kanonenbooten Basilisk und Blitz an dem Seegefecht bei Helgoland am 9. Mai 1864 gegen ein dänisches Geschwader teil.

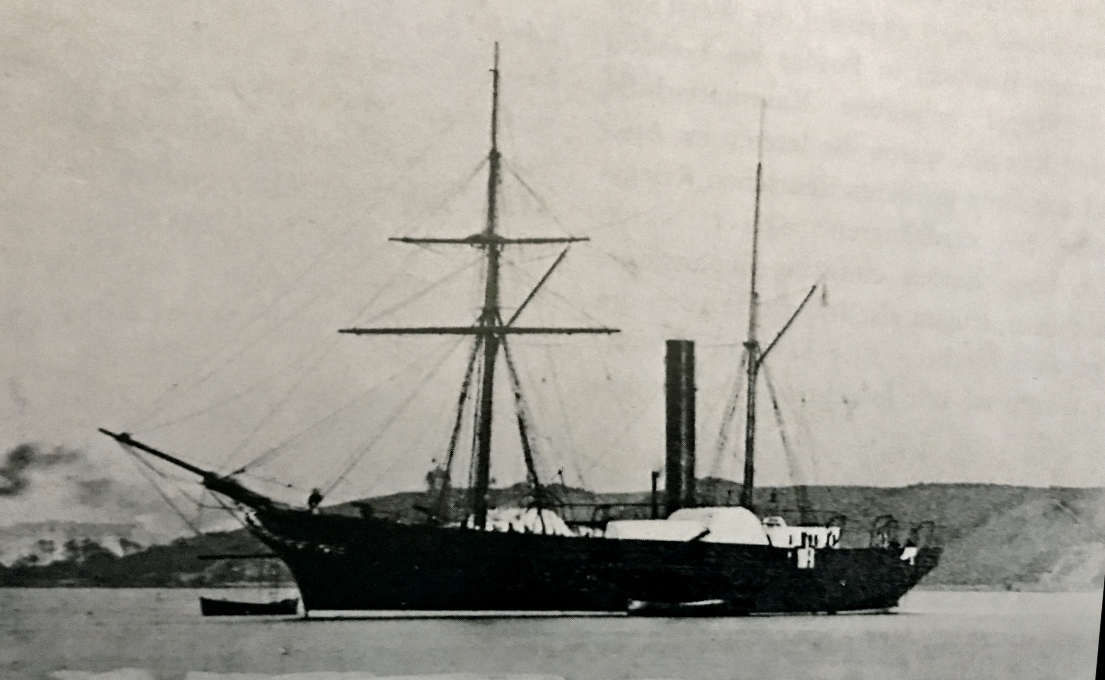
Preußischer Adler als königliche Yacht, Photographie 1868

1868 wurde die Preußischer Adler kurzzeitig königliche Jacht und während des Deutsch-Französischen Krieges diente sie als Flaggschiff des Oberbefehlshabers der preußischen Ostseekräfte, Konteradmiral Eduard Heldt.
Nach dem Krieg diente die Preußischer Adler als Tender im Fischereischutz. Sie wurde 1877 aus der Liste der Kriegsschiffe gestrichen und 1879 bei Torpedosprengversuchen vor Kiel-Wik versenkt.